# Ōsaki Hachiman-gū
Ōsaki Hachiman-gū (大崎八幡宮) est un sanctuaire shinto situé dans l'arrondissement d'Aoba-ku à Sendai, préfecture de Miyagi au Japon. Le bâtiment principal du sanctuaire (社殿, shaden) est classé Trésor national.

## Histoire
La construction de l'actuel shaden est ordonnée par Date Masamune. Les artisans au service de la famille Toyotomi exécutent l'ordre et construisent le sanctuaire de 1604 à 1607. Au début de l'ère Meiji, le sanctuaire est appelé Ōsaki Hachiman Jinja. En considération de circonstances historiques, le nom d'origine est rétabli en juin 1997. Le 22 novembre 1952, le shaden est classé Trésor national.

## Architecture
Le shaden est le plus ancien édifice ishi-no-ma-zukuri (石の間造) encore existant et un exemple de l'architecture de l'époque Azuchi Momoyama. C'est un bâtiment à un niveau consistant en un sanctuaire principal (honden) et une salle de culte (haiden) qui sont reliés par l'intermédiaire d'un passage de liaison appelé ishi-no-ma. Les trois structures sont abritées sous un même toit couvert de bardeaux,.
Le honden est un édifice qui fait 5 ken sur 3 avec un toit à quatre versants de style irimoya auquel est lié un pignon ishi-no-ma d'1 × 1 ken. Le haiden fait aussi 3 ken de large. Le bâtiment fait 7 ken de long en façade et 5 ken à l'arrière où est fixé l'ishi-no-ma. Son toit est semblable à celui du honden de style à deux versants. En façade, il dispose d'une lucarne attachée triangulaire avec une rive de toit de forme fortement concave, appelé chidori hafu (千鳥破風, lit. « pignon pluvier »). L'entrée est couverte par une verrière de 5 ken de large, avec un pignon ondulant karahafu aux extrémités des avant-toits (nokikarahafu).